# Ulf Bergstrand
Ulf Karl Olof Bergstrand, född 28 januari 1978 i Karlskoga, är en svensk röstskådespelare som bland annat spelat Christoffer Robin i den svenska översättningen, gjord 1992, av Nalle Puhs många äventyr, Nya äventyr med Nalle Puh samt Ville Virvel i Luftens hjältar.